# Forêt de Marly
La forêt de Marly, qui fut appelée « forêt de Cruye » jusqu'au XVIIIe siècle, est une forêt domaniale de 2 000 hectares située dans les Yvelines à  vingt kilomètres environ à l'ouest de Paris, entre Saint-Germain-en-Laye et Versailles. Elle s'étend sur une longueur d'environ 12 kilomètres d'est en ouest sur les communes de Louveciennes, Marly-le-Roi, Saint-Nom-la-Bretèche, Feucherolles ; elle communique avec la forêt de Saint-Germain-en-Laye par la Plaine de la Jonction à Chambourcy. 
C'est un ancien domaine de chasse des rois de France, puis des présidents de la République. Elle est entaillée, depuis 1935, dans toute sa longueur par l'autoroute de Normandie (A13).

## Toponymie
Les noms anciens de la forêt de Marly sont pour Madeleine Baltus : Creva IXe siècle, Creia 1106, foresta Cruie 1174, grangiam de Creya, Croie 1187, foresta Cruia 1243,  Cruce 1289, terra de Croiz 1290, de Craya 1324, Noisy-en-Cruye 1369, Bailly en Cruye 1463, de Cruye 1511, de Croui 1595, Villiers-en-Cruye 1693.
La Forest de Marly apparaît vers 1690 avec le règne de Louis XIV qui acquiert par échange la seigneurie de Marly pour y construire son château de Marly.

## Géographie

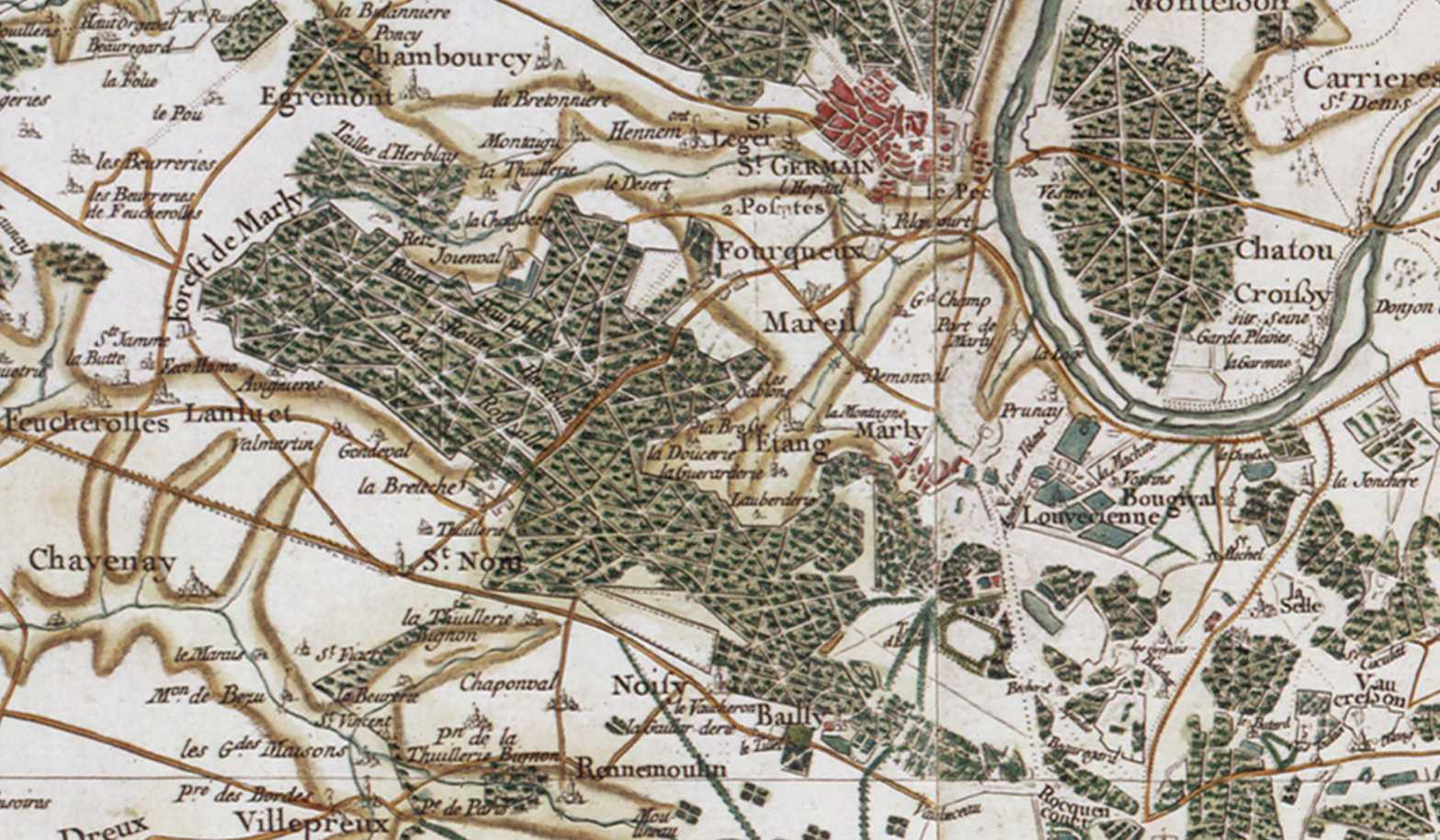
Carte de la forêt de Marly au XVIIIe siècle (extrait de la carte Cassini).

### Situation
La forêt de Marly se trouve dans le nord-est du département des Yvelines à vingt kilomètres environ à l'ouest de Paris. Son territoire, de forme allongée selon un axe est-ouest, irrégulière, très indentée surtout vers le nord, s'étend sur le territoire de onze communes : Bailly, Bougival, Chambourcy, Feucherolles, Fourqueux, L'Étang-la-Ville, Louveciennes, Marly-le-Roi, Noisy-le-Roi, Rocquencourt et Saint-Nom-la-Bretèche.
Cette forêt est enserrée par deux zones fortement urbanisées situées au nord sur le versant sud de la vallée de la Seine et au sud dans la plaine de Versailles.
Elle n'est pas très éloignée de la forêt de Saint-Germain-en-Laye située au nord et dont elle est séparée par la plaine de la Jonction. Celle-ci fut acquise par l'État sous le Second Empire pour réunir les domaines de chasse des deux massifs forestiers. C'est aujourd'hui un site classé constituant un corridor biologique qui a notamment permis le repeuplement de la forêt de Saint-Germain-en-Laye par des sangliers provenant de la forêt de Marly.

### Relief et géologie
La forêt de Marly occupe le sommet d'une butte-témoin allongée, orientée selon la direction « armoricaine », sud-est - nord-ouest, qui culmine autour de 180 mètres d'altitude, et se prolonge vers l'ouest, d'Orgeval à Aubergenville par le plateau des Alluets, qui supporte dans sa partie nord la forêt des Alluets, et vers l'est, au nord du site de Versailles avec la forêt de Fausses-Reposes jusqu'au plateau de Vélizy-Villacoublay, où se trouve la forêt de Meudon, au-delà de la coupure provoquée par le ru de Marivel.

Cette butte est constituée de sable et grès de Fontainebleau du Stampien (Oligocène), partiellement recouvert de meulière de Montmorency, et par endroits de limon des plateaux, dépôt éolien de lœss du Quaternaire.

### Voie de communication
La forêt de Marly est traversée par plusieurs axes de communication, routiers et ferroviaires,  qui contribuent à fragmenter fortement le milieu naturel.
Le plus important est l'autoroute de Normandie (A13). Cette autoroute à 2 x 2 voies entre Rocquencourt et Orgeval, mise en service le 9 juin 1946, est la première autoroute construite en France. Elle traverse la forêt dans sa plus grande longueur dans le sens est-ouest. Entièrement clôturée, elle constitue un obstacle continu s'opposant aux déplacement de la faune.

Son élargissement à 2 x 3 voies est programmé. Dans cette perspective, les passages inférieurs des routes départementales D 7, D 161 et D 98 et de la route Dauphine (route forestière) ont été élargis en 2007.

L'A13 est complétée par l'amorce de l'A12 et l'échangeur A13/A12, plus connu sous le nom de triangle de Rocquencourt, entièrement inclus dans l'emprise de la forêt.

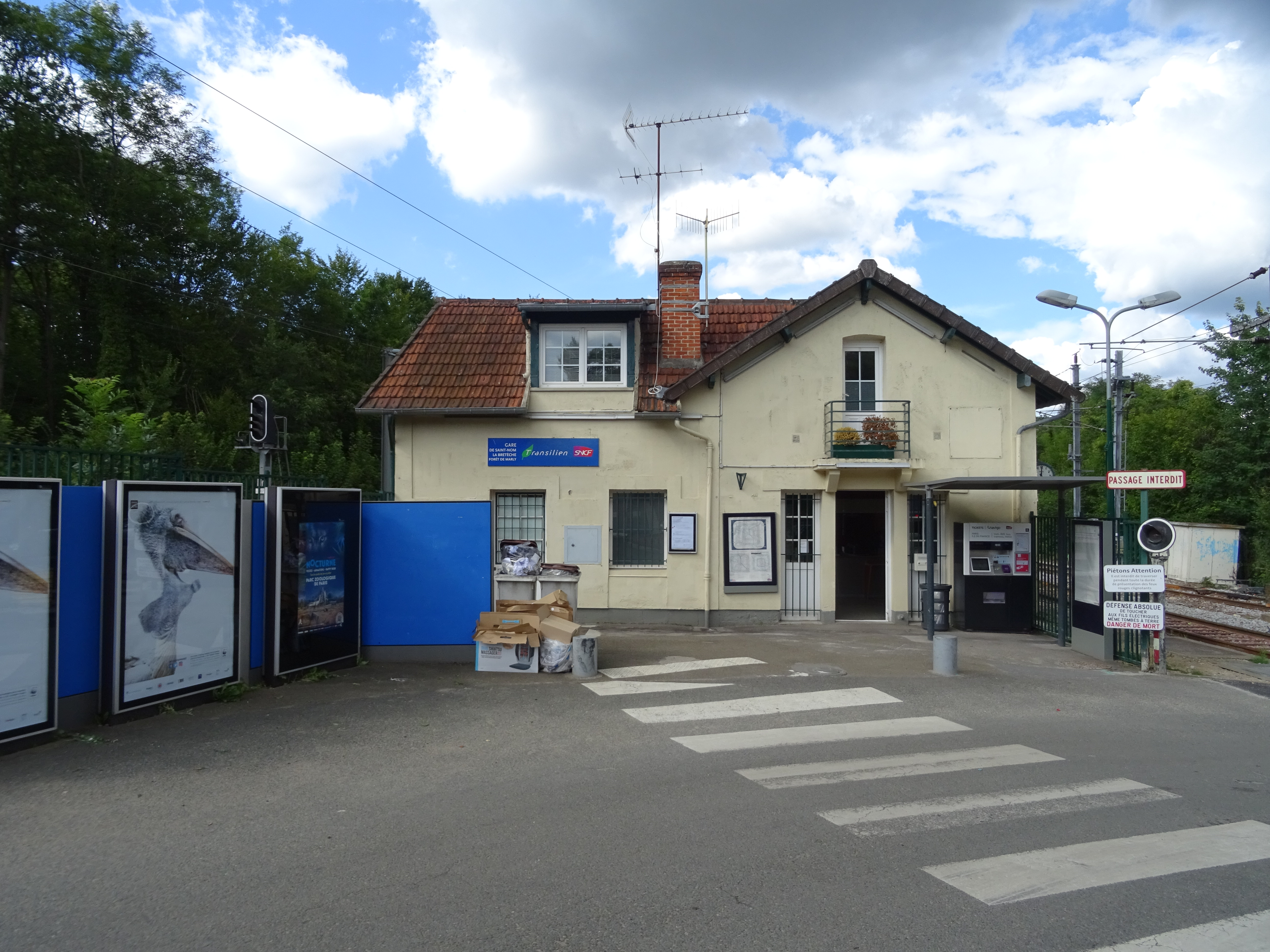
Bâtiment voyageurs de la gare de Saint-Nom-la-Bretèche - Forêt de Marly.

Plusieurs routes départementales traversent la forêt dans le sens nord-sud. Deux la délimitent à ses extrémités est et ouest : la RD 186, axe important à chaussées séparées relie Rocquencourt à Louveciennes  (axe Versailles - Saint-Germain-en-Laye) et sépare la forêt proprement dite du bois de Louveciennes à l'est, la RD 30 à l'ouest relie Feucherolles à Aigremont (axe Plaisir - Poissy).

Trois autres routes départementales franchissent la forêt en son milieu. Ce sont d'est en ouest la RD 7 (Rocquencourt - Marly-le-Roi), la RD 161 (Noisy-le-Roi - L'Étang-la-Ville) et la RD 98 (Saint-Nom-la-Bretèche - Mareil-Marly).
Sur le plan ferroviaire, deux lignes à double voie électrifiées se croisent à la gare de Saint-Nom-la-Bretèche - Forêt de Marly. Il s'agit de  la Ligne Saint-Cloud - Saint-Nom-la-Bretèche, ligne radiale du réseau Saint-Lazare, et de la ligne de Grande Ceinture, dont une portion, entre Noisy-le-Roi et Saint-Germain-en-Laye a été rouverte au service voyageurs en décembre 2004 sous le nom de Grande ceinture Ouest (GCO) puis fermée en 2019 pour permettre la construction de la ligne 13 du tramway d'Île-de-France qui est mise en service le 6 juillet 2022.

## Histoire

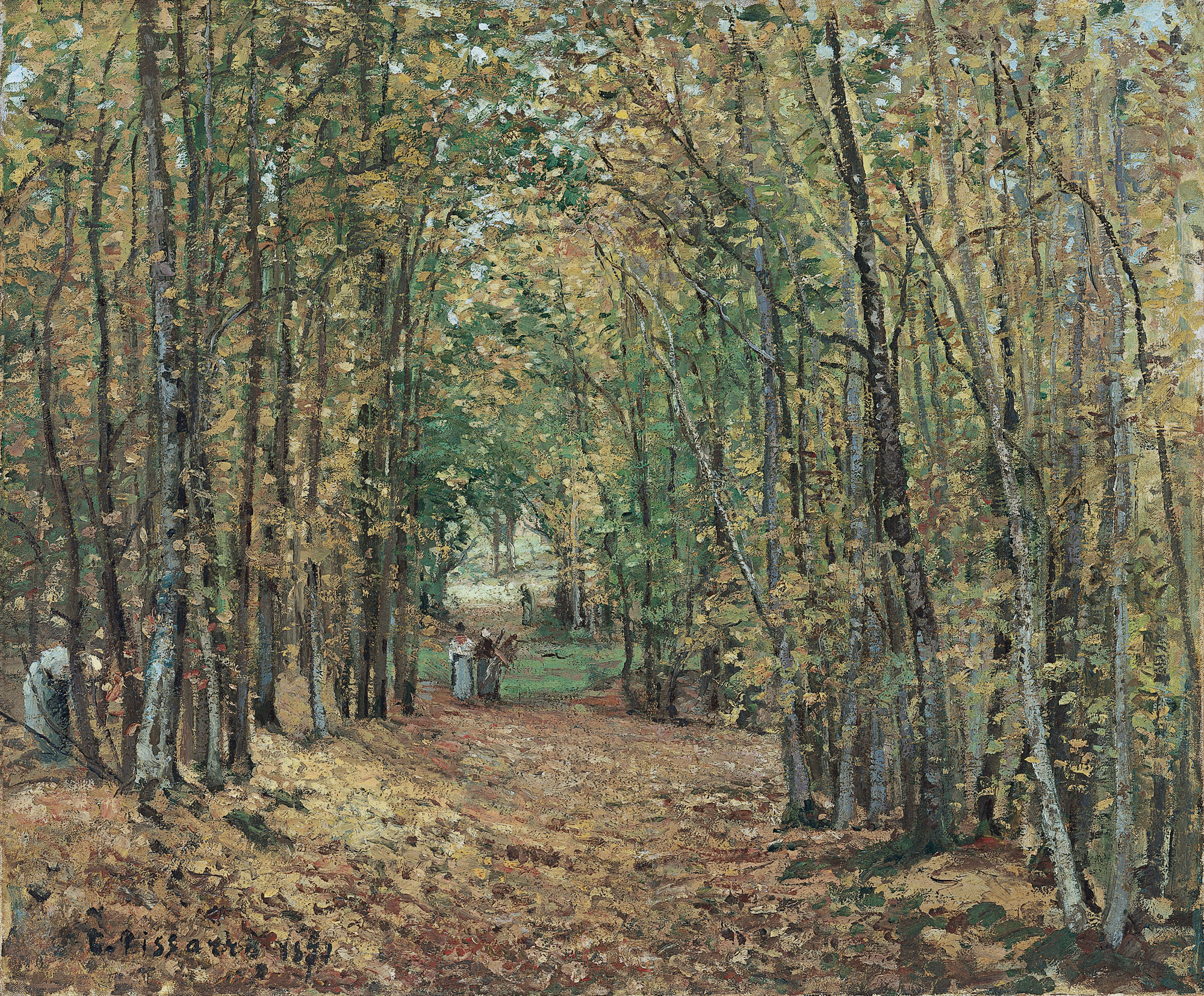
La forêt de Marly par Camille Pissarro, 1871, musée Thyssen-Bornemisza.

Vers 1215, au retour de la bataille de Bouvines, Barthélemy de Roye y fit construire un château, connu aujourd'hui comme le château de Retz dont il reste des ruines. 
En 1995, sous la présidence de Jacques Chirac, les chasses présidentielles ont été supprimées dans la forêt de Marly et remplacées par des battues administratives de régulation.
En janvier 2021, la communauté d'agglomération Versailles Grand Parc et l'Office national des forêts signent une convention de trois ans « pour favoriser l'accueil dans les forêts du territoire tout en réduisant les déchets sauvages ». La forêt de Marly est concernée par l'accord.

## Protection
La forêt de Marly est entièrement couverte par une zone naturelle d'intérêt écologique, faunistique et floristique (ZNIEFF) de type 2 qui permet une bonne connaissance des richesses naturelles de la forêt. Cette ZNIEFF, validée en 1997 au niveau national, concerne une superficie de 2 395 hectares sur dix communes : Aigremont, Bailly, Chambourcy, L'Étang-la-Ville, Feucherolles, Fourqueux, Louveciennes, Marly-le-Roi, Noisy-le-Roi, Saint-Nom-la-Bretèche.
Plusieurs sites situés dans la forêt ou à ses abords immédiats ont également été classés en ZNIEFF de type 1 en 1997. Il s'agit des suivants :
- ZNIEFF 110001362 - Mare à l'ouest des vestiges, 1 hectare, eaux douces stagnantes (Feucherolles)[9] ;
- ZNIEFF 110001363 - Petit marais près de la gare de l'Étang-la-Ville, 3 hectares, tourbières et marais (L'Étang-la-Ville)[10] ;
- ZNIEFF 110001364 - Aulnaie du Val de Cruye, 7 hectares, forêt (Marly-le-Roi)[11] ;
- ZNIEFF 110001365 - Réservoir du parc de Marly, 20 hectares, eaux douces stagnantes (Marly-le-Roi)[12] ;
- ZNIEFF 110001366 - Réservoirs de Louveciennes, 27 hectares, eaux douces stagnantes (Louveciennes et Marly-le-Roi)[13] ;
- ZNIEFF 110001367 - Zone bocagère de Retz, 169 hectares, bocage (Chambourcy)[14] ;

La « plaine du Trou d'Enfer », secteur déboisé situé dans la partie sud-est de la forêt où se trouve le fort du même nom, est un site classé.

## Lieux remarquables
- Abbaye de Joyenval
- Domaine national de Marly-le-Roi
- Aqueduc de Louveciennes
- Fort du Trou-d'Enfer
- Désert de Retz

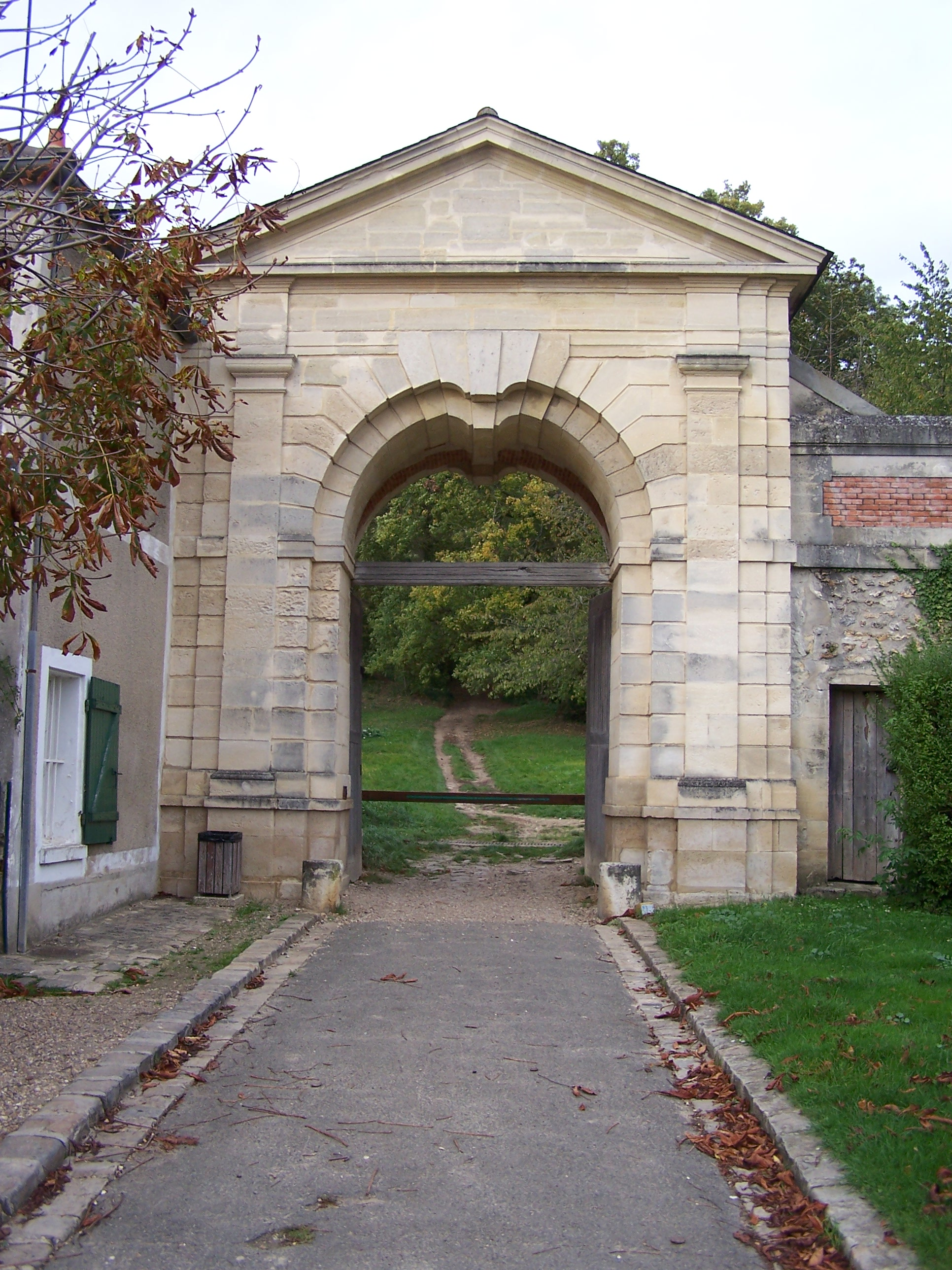
La « porte des Gondi », ancienne porterie du château des seigneurs de Noisy, détruit au XVIIIe siècle.

- Vestiges du château de la Montjoie
- Aqueduc de Retz
- Château de Saint-Gemme
- Château de Noisy.